# Hrvatska čitaonica (Subotica)
Hrvatska čitaonica je kulturna udruga bačkih Hrvata iz Vojvodine, Republika Srbija.
Utemeljena je 12. veljače 2002. godine. Utemeljena je radi "radi prikupljanja, čuvanja, praćenja i proučavanja knjiga, časopisa, novina, arhivske, filmske i druge dokumentacije i građe iz narodne i duhovne povijesti te suvremenih zbivanja u području književnosti i umjetnosti Hrvata u Vojvodini". Bavi se organiziranjem znanstvenih skupova, književnih večeri i javnih tribina, obilježava obljetnice važnih osoba iz kulture iz zajednice vojvođanskih Hrvata te surađuje sa sličnim ustanovama Hrvata, ali i inih naroda u Vojvodini.
Sjedište joj je u Subotici, na adresi Ulica Bele Gabrića 21, u spomen kući Bele Gabrića.
Ova udruga je imala tri sekcije: dramsku sekciju „Mala scena“, koju vodi Marjan Kiš, literarnu „Lira naiva“ koju vodi Nedeljka Šarčević i recitatorsku koju vodi Katarina Čeliković, a od kraja ožujka 2010. i znanstveno-istraživačku sekciju koja se bavi književnošću i jezikom.
U organizaciji ove udruge se održavaju tri manifestacije pokrajinskog značaja Dani Balinta Vujkova, Lira naiva i Pokrajinska smotra recitatora na hrvatskom jeziku te manifestacija općinskog značaja Književno prelo.
Hrvatska čitaonica se bavi i nakladništvom. Izdaje hrestomatije, knjige (uključujući knjige za djecu), zbornike, zvučna izdanja, snima dokumentarne i animirane filmove.
Od samog osnutka ovom ustanovom predsjedava Katarina Čeliković, koja je i potaknula osnivanje ove udruge.

## Nagrade
2007. je Hrvatska čitaonica dobila prvu nagradu Ivan Antunović koju dodjeljuje Katolički institut za kulturu, povijest i duhovnost "Ivan Antunović".
2010. je Mala scena Dramske sekcije Hrvatske čitaonice 2010. na Festivalu hrvatskog amaterskog teatra u Mirgešu za predstavu E, moj doktore Marijana Kiša dobila nagradu za najbolji glumački par i za režiju.

## Vanjske poveznice
- Službene stranice  Arhivirana inačica izvorne stranice od 8. travnja 2009. (Wayback Machine)